# Jan Žbánek
Jan Žbánek (11. prosince 1927 Praha – 6. března 2018 Praha[zdroj?]) byl český malíř, ilustrátor, grafik a typograf.[nedostupný zdroj]

## Život
Po ukončení Vysoké školy uměleckoprůmyslové v Praze, kde studoval pod vedením profesorů Josefa Nováka a Emila Filly nastoupil v polovině 50. let do výtvarné redakce Státního nakladatelství dětské knihy (dnes Albatros), kterou nakonec i řídil. Je autorem mnoha obálek, grafických úprav ilustrací dětských knih a vystřihovánek. Upravoval také téměř dvacet pět let časopis Mateřídouška. Po odchodu do důchodu se věnuje volné tvorbě.

## Ocenění
- 1968 Nejkrásnější kniha ČSSR
- 1975 Cena hračky v Norimberku
- 1985 Čestné uznání Ministerstva kultury České republiky
- 2010 Hlavní cena nakladatelství Albatros za celoživotní práci s dětskou knihou.

## Z knižních ilustrací
- Richard Halliburton: Cesty za dobrodružstvím (1958).
- Richard Halliburton: Toulky světem (1963).
- Helena Kohoutová: Zlatý dům (1959).
- Robert Leeson: Pomsta Honzy Silvera (1987).
- Anatolij Markuša: Vzlet povolen (1966).
- Josef Václav Sládek: Z osudu rukou (1955) – frontispice.
- Jan Trefulka: Tajemství tajemníka Růdamora (1969).